# 2011 w sztukach plastycznych
Wydarzenia w sztukach plastycznych i wizualnych w 2011 roku.

## Wydarzenia
- „Impresje Mikołowskie – 20. odsłona” – w Muzeum Śląskim odbyła się  wystawa jubileuszowa dzieł z Kolekcji Mikołowskiej. Scenariusz i kuratorzy wystawy: Renata Bonczar, Katarzyna Jarmuł. Kolekcja Urzędu Miasta Mikołów i Galerii Miejskiego Domu Kultury w Mikołowie gromadzi prace uczestników plenerów „Impresje Mikołowskie”[1].
- W rankingu Kompas Sztuki pierwsze miejsce zajął Mirosław Bałka, a wśród grup artystycznych – KwieKulik[2].
- W Krakowie otwarto Muzeum Sztuki Współczesnej[3].
- W Tate Modern odbyła się 12. wystawa z cyklu „The Unilever Series” –  FILM Tacita Dean (11 października 2011 – 11 marca 2012)[4].
- Wystawa Kary Walker Fall Frum Grace, Miss Pipi's & Blue Tale, Six Miles from Springfield on the Franklin Road, ...calling to me from the angry surface of some grey and threatening sea, 8 Possible Beginnings or: The Creation of African-America, a Moving Picture by Kara E. Walker, Testimony: Narrative of a Negress Burdened by Good Intention, w Centrum Sztuki Współczesnej Zamek Ujazdowski w Warszawie, kuratorka: Milada Ślizińska (3 października 2011 – 15 stycznia 2012)[5]

## Malarstwo
- Wilhelm Sasnal

Bez tytułu (Astronauta)' – akryl na płótnie, 180,4×220,5 cm, w kolekcji Muzeum Sztuki Nowoczesnej w Warszawie

## Grafika
- Richard Hamilton

Nieznane arcydzieło – druk na płótnie, 112x176 cm

## Rzeźba
- Roxy Paine

Yield
- Mirosław Bałka

7+1 (1998/2011) – 90×299×301 cm, ok. 4 tony, w kolekcji MOCAK
- Piotr Uklański

Niemiecko-polska przyjaźń – styropian, 160×272×12 cm, w kolekcji Muzeum Sztuki Nowoczesnej w Warszawie
- Paweł Althamer i Youssuf Dara

Toguna – drewno, słoma, w kolekcji Muzeum Sztuki Nowoczesnej w Warszawie
- Ryan Gander

Błyszczące rzeczy, które nie znaczą nic – rzeźba z elementów szklanych, 290×290×290 cm, w kolekcji Muzeum Sztuki Nowoczesnej w Warszawie

## Wideo
- Piotr Bosacki

Umiłowanie życia – film cyfrowy, 12 min, w kolekcji Muzeum Sztuki Nowoczesnej w Warszawie
- Polina Kanis

Rozgrzewka – 11:51 cm, w kolekcji Muzeum Sztuki Nowoczesnej w Warszawie
- Oskar Dawicki

Akrobata – HD, 3:53, w kolekcji Muzeum Sztuki Nowoczesnej w Warszawie

## Inne
- Goshka Macuga

List – gobelin, 370×1132 cm, w kolekcji Muzeum Sztuki Nowoczesnej w Warszawie

## Nagrody
- Nagroda Turnera – Martin Boyce[17]
- Paszport „Polityki” w kategorii sztuki wizualne – Nicolas Grospierre[18]
- Biennale w Wenecji[19]

Złoty Lew (pawilon narodowy) – Niemcy, reprezentowane przez Christopha Schlingensiefa
Złoty Lew (najlepszy artysta) – Christian Marclay
Srebrny Lew (najbardziej obiecujący artysta) – Haroon Mirza
Wyróżnienie – Litwa oraz Klara Lidén
Złoty Lew (całokształt) – Sturtevant i Franz West
- Spojrzenia – Konrad Smoleński[20]
- Nagroda im. Katarzyny Kobro – Zygmunt Rytka[21]
- Nagroda im. Jana Cybisa – Paweł Susid
- World Press Photo – Jodi Bieber[22]
- Nagroda Fundació Joan Miró - Mona Hatoum[23]

## Zmarli
- 22 stycznia – Dennis Oppenheim (ur. 1938), amerykański artysta
- 24 lutego – Suze Rotolo (ur. 1943), amerykańska artystka
- 12 kwietnia – Miroslav Tichý (ur. 1926), czeski malarz i fotograf
- 25 maja – Leonora Carrington (ur. 1917), brytyjska malarka
- 16 czerwca – Twins Seven-Seven (ur. 1944), nigeryjski malarz, rzeźbiarz
- 5 lipca – Cy Twombly (ur. 1928), amerykański malarz
- 20 lipca – Lucian Freud (ur. 1922), brytyjski malarz
- 6 sierpnia – Roman Opałka (ur. 1931), polski malarz
- 13 września – Richard Hamilton (ur. 1922), brytyjski malarz
- 12 grudnia – Helen Frankenthaler (ur. 1928), amerykańska malarka